# قارچ‌های پرشاخه
قارچ‌های پرشاخه (نام علمی: Gomphus) نام یک سرده از خانواده پرشاخگان است.